# Сульфат иттрия
Сульфат иттрия — неорганическое соединение, соль металла иттрия и серной кислоты с формулой Y2(SO4)3, бесцветные кристаллы, растворимые в воде, образует кристаллогидрат.

## Получение
- Растворение металлического иттрия в серной кислоте:

{\displaystyle {\mathsf {2Y+3H_{2}SO_{4}\ {\xrightarrow {}}\ Y_{2}(SO_{4})_{3}+3H_{2}}}}
- Растворение оксида или гидроксида иттрия в серной кислоте:

{\displaystyle {\mathsf {Y_{2}O_{3}+3H_{2}SO_{4}\ {\xrightarrow {}}\ Y_{2}(SO_{4})_{3}+3H_{2}O}}}
{\displaystyle {\mathsf {2Y(OH)_{3}+3H_{2}SO_{4}\ {\xrightarrow {}}\ Y_{2}(SO_{4})_{3}+6H_{2}O}}}

## Физические свойства
Сульфат иттрия образует бесцветные (белые) кристаллы.
Хорошо растворяется в воде с гидролизом по катиону.
Образует кристаллогидрат состава Y2(SO4)3•8H2O.

## Химические свойства
- Безводную соль получают сушкой кристаллогидрата:

{\displaystyle {\mathsf {Y_{2}(SO_{4})_{3}\cdot 8H_{2}O\ {\xrightarrow {120-400^{o}C}}\ Y_{2}(SO_{4})_{3}+8H_{2}O}}}
- Разлагается при нагревании:

{\displaystyle {\mathsf {2Y_{2}(SO_{4})_{3}\ {\xrightarrow {900-1100^{o}C}}\ 2Y_{2}O_{3}+6SO_{2}+3O_{2}}}}
- Реагирует с перегретым па́ром:

{\displaystyle {\mathsf {2Y_{2}(SO_{4})_{3}+2H_{2}O\ {\xrightarrow {550-600^{o}C}}\ 4YSO_{4}(OH)+2SO_{2}+O_{2}}}}
- Реагирует с щелочами:

{\displaystyle {\mathsf {Y_{2}(SO_{4})_{3}+6NaOH\ {\xrightarrow {}}\ 2Y(OH)_{3}\downarrow +6Na_{2}SO_{4}}}}